# Xenorma pictifrons
La Xenorma pictifrons es una polilla de la familia Notodontidae. Fue descrita por Warren en 1907. Se encuentra en Perú.